# Ryan Whiting
Ryan Keith Whiting (* 24. November 1986 in Harrisburg, Pennsylvania) ist ein US-amerikanischer Kugelstoßer.

## Sportliche Laufbahn
Whiting wurde 2005 panamerikanischer Juniorenmeister im Diskuswurf und im Kugelstoßen. Bis 2010 studierte er Bauingenieurwesen an der Arizona State University. Dort gewann er fünf NCAA-Meisterschaften: 2009 und 2010 im Kugelstoßen (jeweils Halle und Freiluft) sowie 2010 mit dem Diskus.
2011 siegte Whiting bei den US-amerikanischen Hallenmeisterschaften im Kugelstoßen. Bei den Leichtathletik-Weltmeisterschaften in Daegu belegte er den siebten Platz. Im folgenden Jahr gewann er bei den Hallenweltmeisterschaften in Istanbul mit einer Weite von 22,00 m den Titel vor dem Freiluftweltmeister David Storl aus Deutschland und dem Olympiasieger Tomasz Majewski aus Polen. Dagegen enttäuschte er bei den Olympischen Spielen in London mit einer Weite von 20,64 m, die nur zum neunten Platz reichte.
Bei den Weltmeisterschaften 2013 in Moskau wurde er mit einer Weite von 21,57 m Zweiter hinter Storl. Im folgenden Jahr kam es bei den Hallenweltmeisterschaften in Sopot erneut zum Duell mit Storl. Dieses Mal konnte sich Whiting mit einer Weite von 22,05 m wieder durchsetzen und so seinen Titel erfolgreich verteidigen.
Whiting ist 1,92 m groß, wiegt 134 kg und wird von Dave Dumble trainiert. Er wendet die Drehstoßtechnik an.

## Bestleistungen
- Kugelstoßen: 22,28 m, 10. Mai 2013, Doha
  - Halle: 22,23 m, 23. Februar 2014, Albuquerque
- Diskuswurf: 61,11 m, 29. März 2008, Tempe (Arizona)